# Kvasiny
Kvasiny (německy Kwasin) jsou obec v okrese Rychnov nad Kněžnou v Královéhradeckém kraji. Žije zde přibližně 1 600 obyvatel. Sídlí zde závod Škody Auto, jeden z největších zaměstnavatelů v kraji.

## Geografie
Obec se nachází na rozhraní Orlické tabule a Podorlické pahorkatiny, v údolí říčky Bělé v nadmořské výšce okolo 350 metrů. Z toku Bělé je v obci vyveden kanál Dlouhá strouha, propojený s povodím Dědiny.
Kvasiny jsou urbanisticky propojené se sousedním městem Solnice – například zástavba na východní straně solnických ulic Zámecké a Nad Farou už patří územně do Kvasin, stejně jako solnické nádraží.

## Historie
První písemná zmínka o obci pochází z roku 1544.
Historie strojírenství v Kvasinách počíná roku 1934, kdy František Janeček začal ve zdejší bývalé pile vyrábět karosérie pro automobil Jawa 700. Po druhé světové válce se provoz stal součástí tehdejších Automobilových závodů, n.p. (výrobce automobilů Škoda), které zde začaly vyrábět různé modely.
Významně rozšiřovat a modernizovat se podnik začal roku 2001 se zahájením výroby Škody Superb.

## Obyvatelstvo
| Rok            | 1869 | 1880 | 1890  | 1900  | 1910  | 1921  | 1930 | 1950 | 1961  | 1970  | 1980  | 1991  | 2001  | 2011  | 2021  |
| -------------- | ---- | ---- | ----- | ----- | ----- | ----- | ---- | ---- | ----- | ----- | ----- | ----- | ----- | ----- | ----- |
| Počet obyvatel | 967  | 992  | 1 078 | 1 167 | 1 222 | 1 049 | 913  | 979  | 1 077 | 1 147 | 1 130 | 1 147 | 1 311 | 1 463 | 1 653 |
| Počet domů     | 133  | 148  | 145   | 156   | 163   | 169   | 204  | 230  | 219   | 248   | 243   | 305   | 329   | 383   | 428   |

## Obecní správa

### Obecní symboly
Znak a vlajka byly obci uděleny rozhodnutím předsedy Poslanecké sněmovny Parlamentu České republiky dne 5. října 2004.

## Firmy
- Škoda Auto, a.s. – pobočný závod Kvasiny vyrábí modely Superb, Superb Combi, Kodiaq, Karoq a SEAT Ateca.
- EVEKTOR, spol. s r. o. - provozovna Kvasiny, zabývá se engineeringovými pracemi v automobilním, leteckém a spotřebním průmyslu.

## Doprava
Obcí prochází silnice II/321 z Častolovic do Deštného v Orlických horách.
Na území Kvasin poblíž závodu Škoda se nachází železniční stanice Solnice, konečná trati Častolovice–Solnice. Jihovýchodně od obce leží travnaté letiště Kvasiny (kód LKKVAS).

## Pamětihodnosti
- Zámek Kvasiny
- Vodní kanál Dlouhá strouha
- Sousoší svatého Jana Nepomuckého a svatého Václava
- Boží muka

## Významní rodáci
- Jan Alois Sudiprav Rettig (1774–1844), český právník, obrozenecký spisovatel a překladatel, manžel Magdaleny Dobromily Rettigové
- Alois Dostál (1858–1934), český římskokatolický kněz a spisovatel
- Jiří Lederer (1922–1983), český novinář a spisovatel

## Galerie

Kvasiny
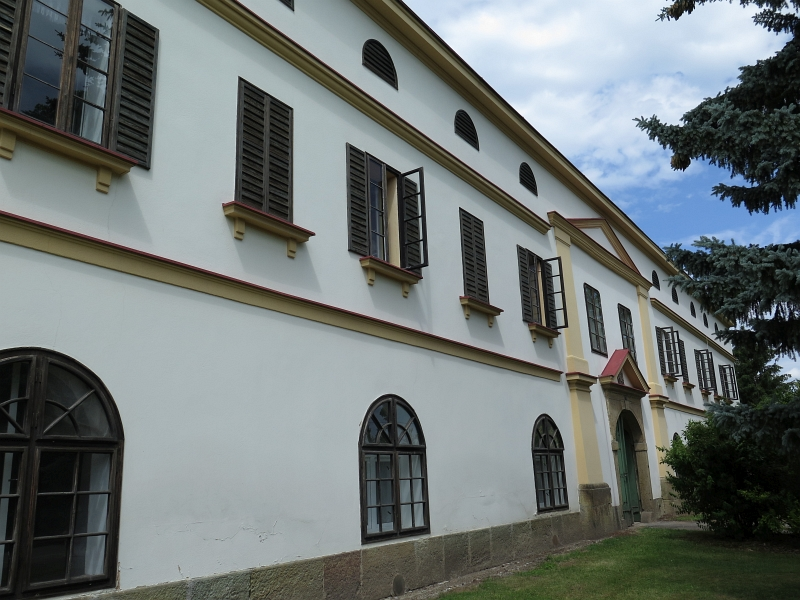
Zámek
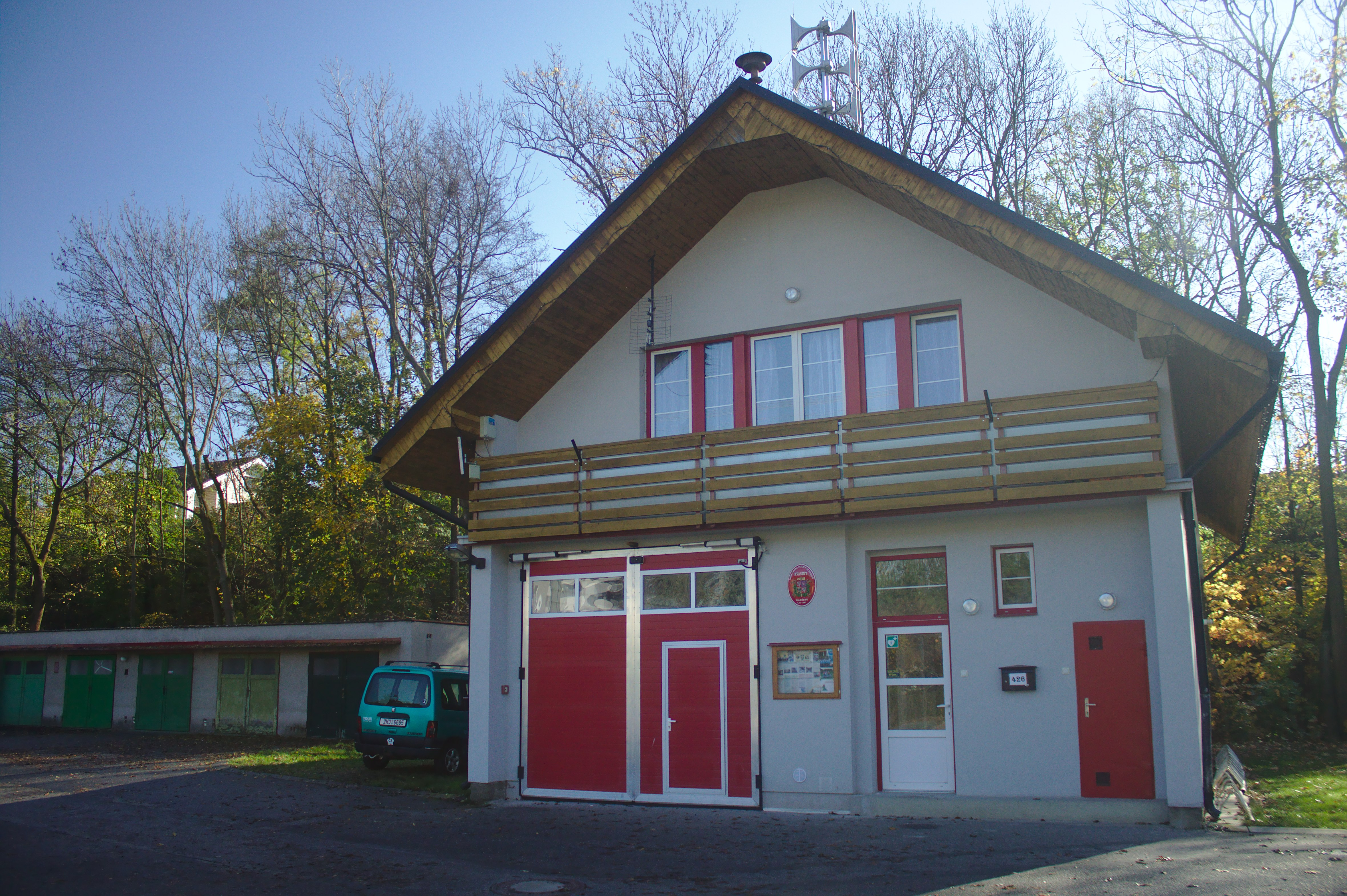
Hasičská zbrojnice
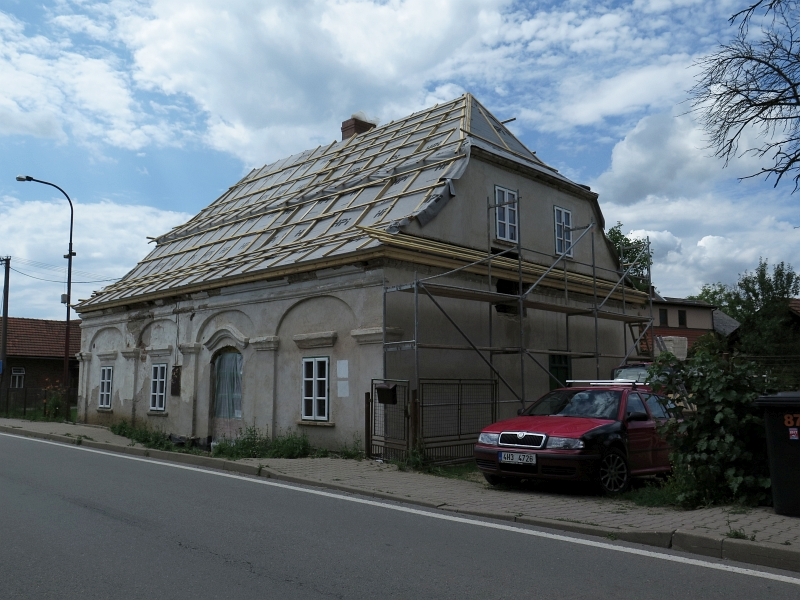
Stavení čp.87
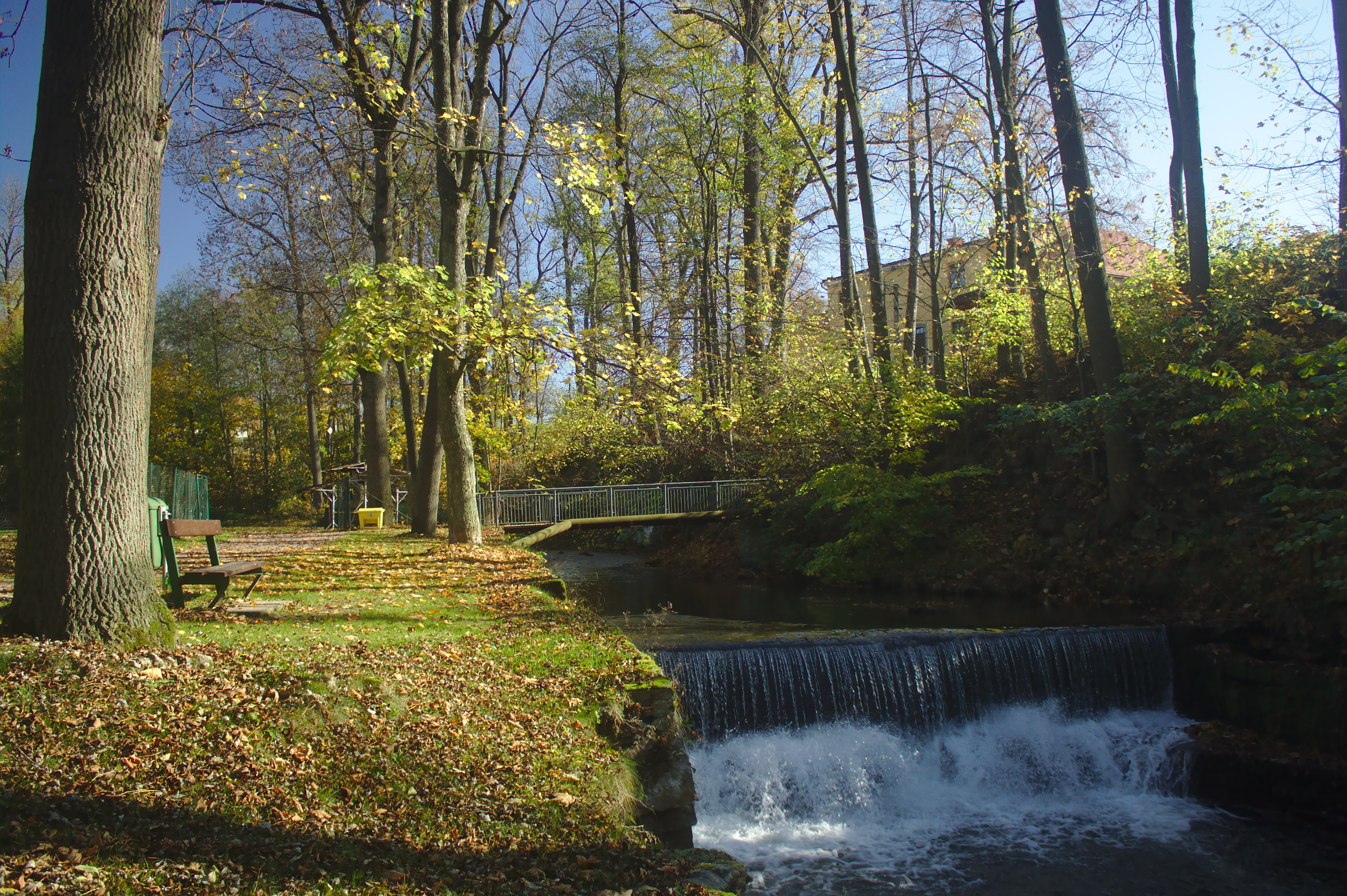
Park
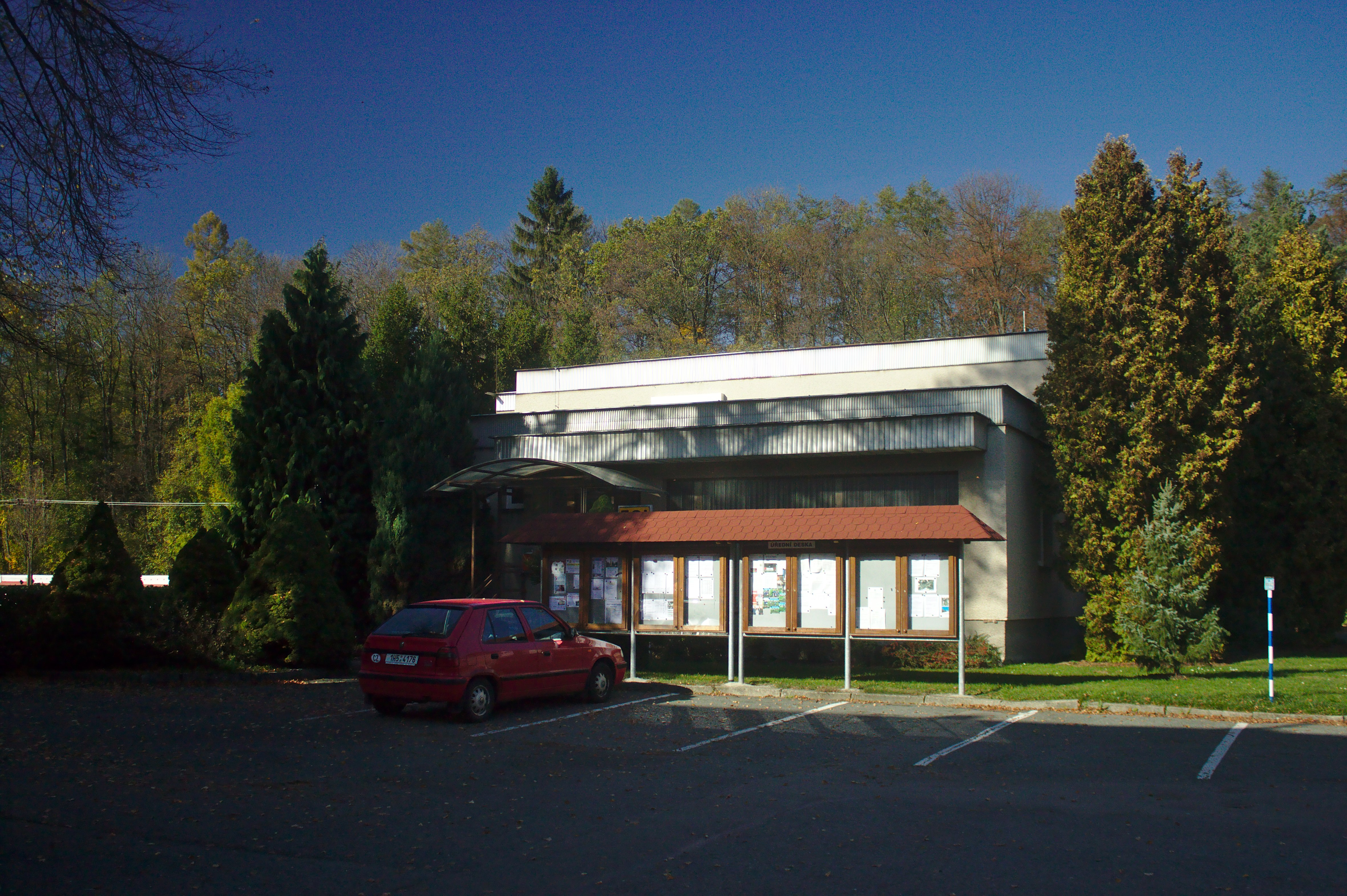
Pošta
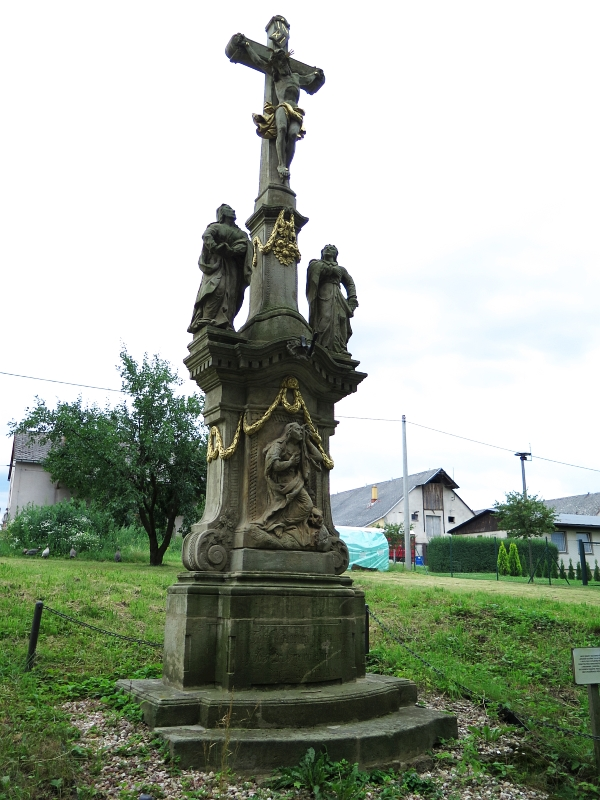
Sousoší
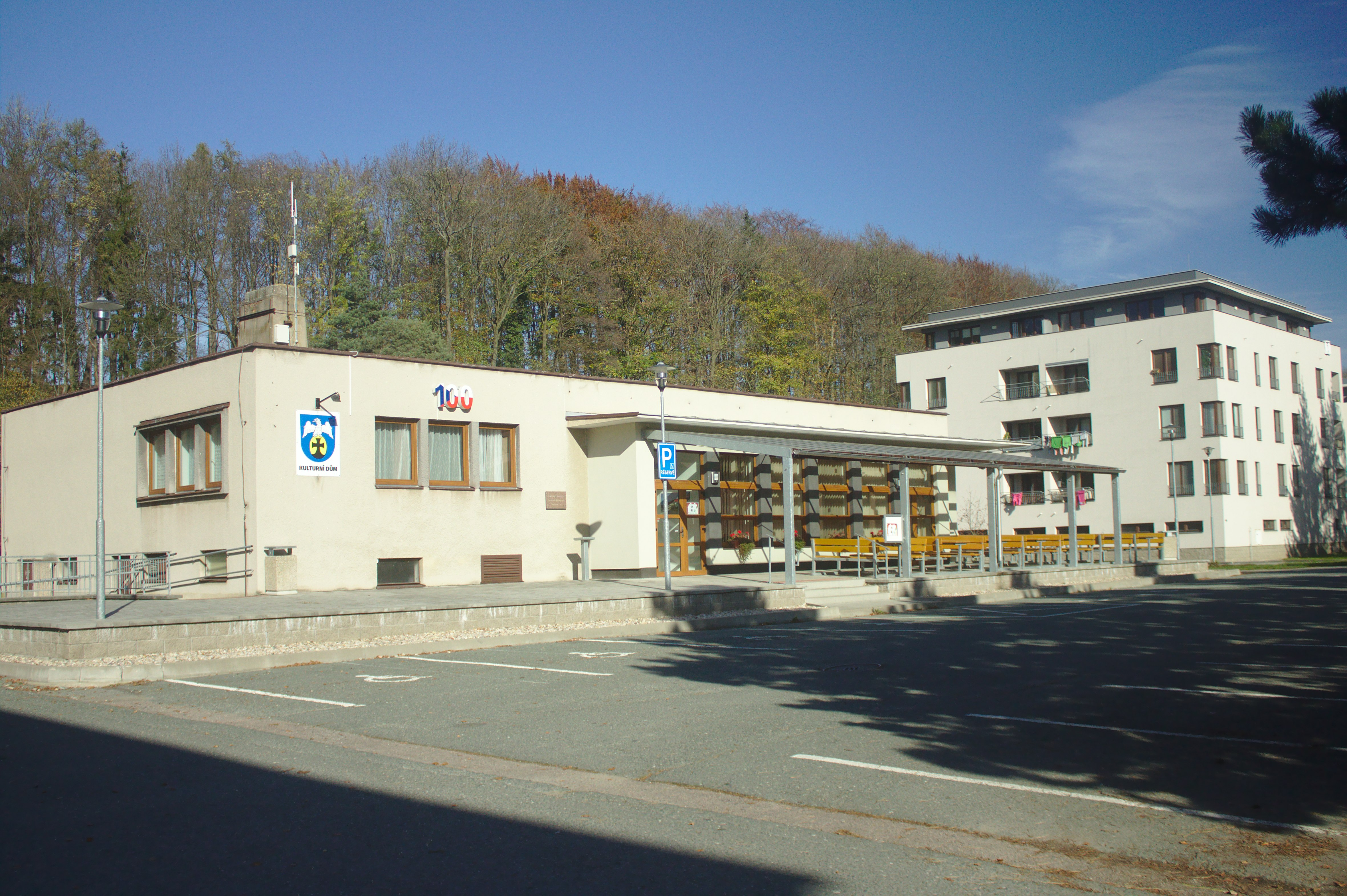
Radnice
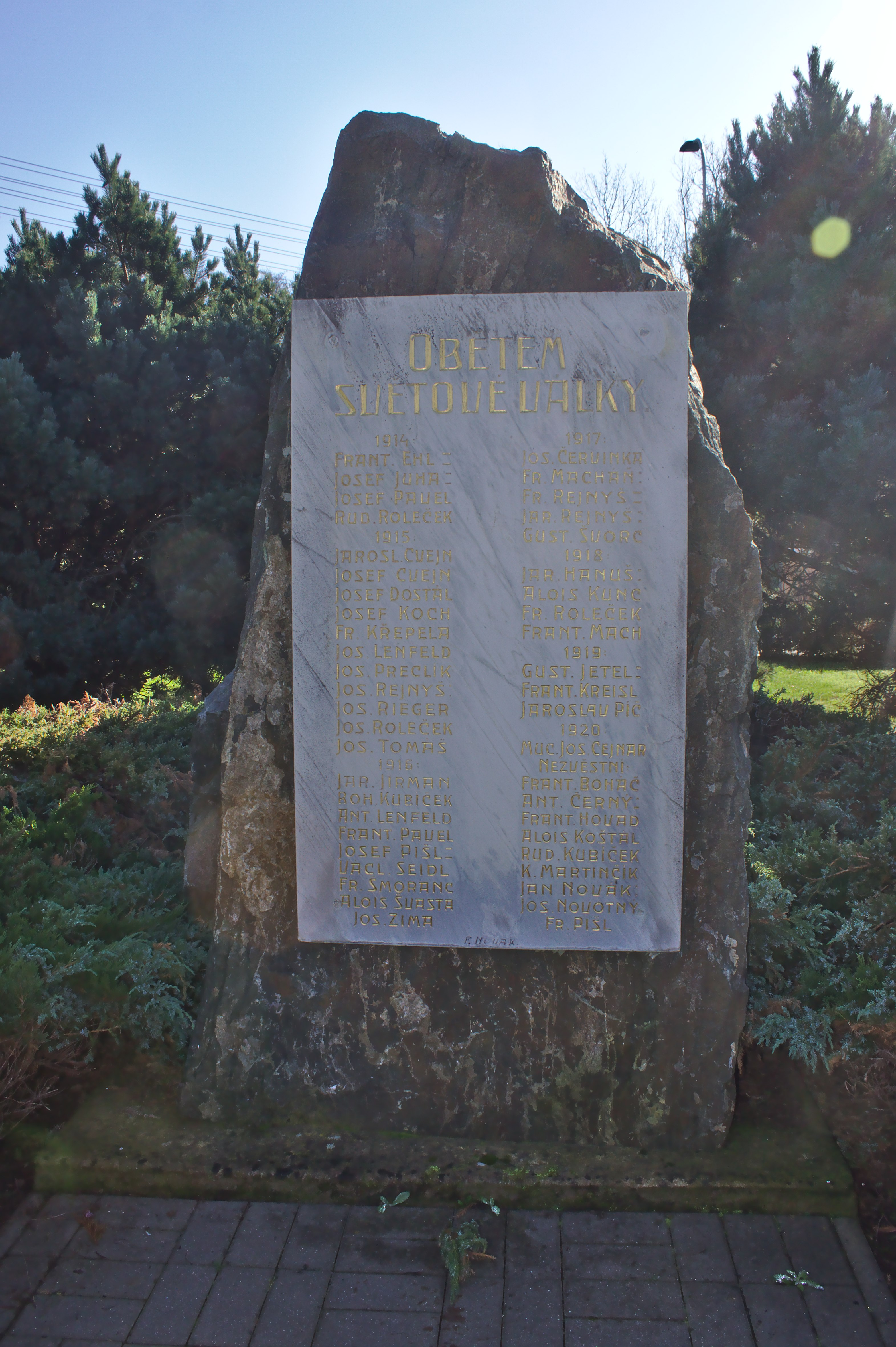
Památník padlým